# 바세린
바세린(영어: Vaseline 바셀린[*])은 유니레버의 상표명이자, 석유 젤리 브랜드이다. 석유에서 추출한 페트롤리움 젤리를 주성분으로 하여 바디로션, 핸드크림, 입술보호제 등을 제조 · 판매하고 있다. 바세린이라는 브랜드 이름은 독일어로 '바썰(Wasser)'과 '올리브 오일(Olive Oil)'를 그리스어로 '엘라이온(Elaion)'이 결합된 것으로, 또는 스페인어로 '바세놀(Vasenol)'이라고도 불린다.

## 역사

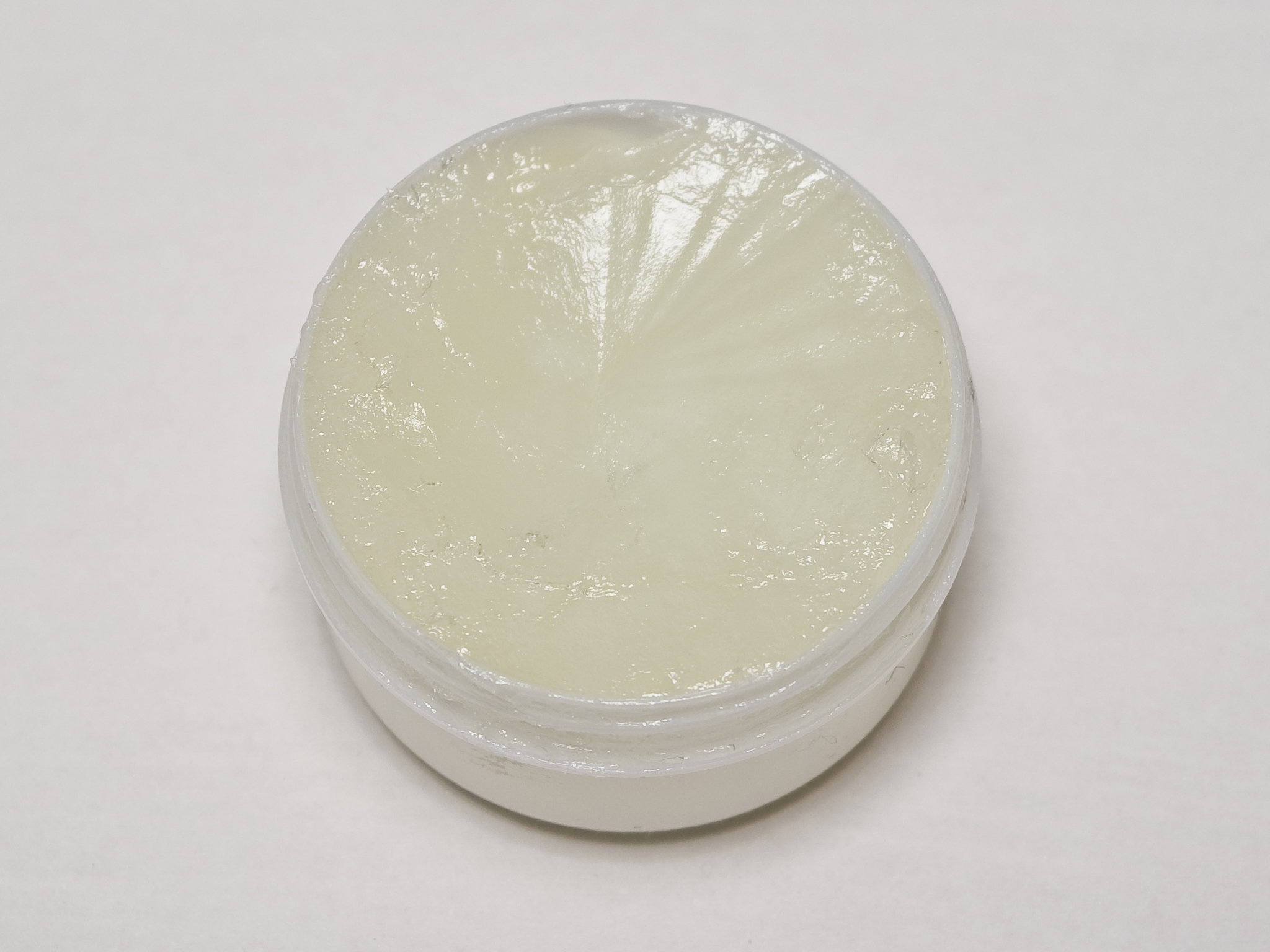
바세린

1859년에 미국의 화학자인 로버트 체스브로(Robert A. Chesebrough)가 페트롤리움 젤리를 정제해 상처치료제를 개발했고, 1870년에 '체스브로 매뉴팩처링(Chesebrough Manufacturing Co.)'이라는 회사를 설립해 이 상처치료제를 바세린이라는 이름으로 시장에 출시했다. 또한, 페트롤리움 젤리가 첨가된 헤어토닉(Hair Tonic), 콜드크림(Cold Cream)을 추가로 출시해 스킨케어 시장에서 성공을 거두었고, 1955년에 경쟁업체인 '폰즈 액스트랙트(Pond's Extract Co.)'와 합병해 '체스브로-폰즈사(Chesebrough-Ponds, Inc.)'를 설립했다. 1987년에 미국의 식료품 및 화장품 업체인 유니레버가 스킨케어 시장에서 두각을 나타내는 체스브로-폰즈사를 인수했고, 이후 바세린은 글로벌 광고 마케팅을 통해 세계 시장으로 인지도를 높여 나갔다.
한국에는 1985년에 애경을 통해 들어왔다. 